# Потому что ты моя
«Потому что ты моя» (англ. Because You're Mine) — музыкальный американский фильм Александра Холла, снятый в 1952 году. В главной роли — Марио Ланца.

## Сюжет
Популярный тенор Ренальдо Россано призван в армию. Сержант Баттерсон — большой его поклонник. Он просит Ренальдо прослушать его сестру, работающую на радио и мечтающую о серьёзной певческой карьере. Тенор с неохотой соглашается, но познакомившись с девушкой, влюбляется.
Он предлагает ей руку и сердце, но та отказывается, считая, что они люди разного круга. Ренальдо всячески пытается переубедить её.

## В ролях
- Марио Ланца — Ренальдо Россано
- Доретта Морроу — Бриджет Баттерсон
- Джеймс Уитмор — сержант Бат Баттерсон
- Рита Кордэй — Франческа Ландерс
- Спринг Байинтон — миссис Эдна Монтвилль
- Джефф Доннелл — Пэтти Уэйр
- Дин Миллер — Бен Джонс
- Эдуард Франц — Альберт Парксон Фостер
- Даббс Грир — сержант (в титрах не указан)
- Дик Уэссел — сержант Гроган (в титрах не указан)

## Выпуск
Премьера «Потому что ты моя» состоялась 25 сентября 1952 года в Нью-Йорке. Широкий релиз состоялся 3 октября. По данным MGM records, фильм собрал 2 267 000 долларов в США и Канаде, и 2 304 000 долларов в других странах, в результате чего прибыль составила 735 000 долларов. Это был пятый по популярности фильм в британском прокате в 1953 году.
Несмотря на популярность фильма в прокате, это не было сильным успехом.

## Музыка
Титульная песня «Потому что ты моя» получила номинацию на премию «Оскар» за лучшую оригинальную песню. Написанная Сэмми Каном и Николасом Бродским она получила широкую популярность в исполнении Ланца. Как и «Песня ангелов» (The Song Angels Sing), звучащая в сцене в казарме.
В фильм включены музыкальные моменты «Гранада», «Молитва Господня»  и «До свиданья, до свиданья» из оперы Джузеппе Верди «Риголетто».

## Оценки
Босли Кроутер из New York Times высказал общее мнение, найдя сюжет фильма «банальным».